# حجة أنطولوجية
الحجة الأنطولوجية هي حجة فلسفية مبنية على أساس وجودي تقدم لدعم فكرة وجود الله. تميل مثل هذه الحجج إلى الإشارة إلى حالة الوجود. وبشكل أكثر تحديدًا، تُصوَّر الحجج الأنطولوجية عمومًا على أنها مسبقة فيما يتعلق بتنظيم الكون، حيث ترى أنه إذا كان هذا الهيكل التنظيمي صحيحًا، فلا بد أن الله موجود.
تعتبر أول حجة وجودية في التقليد المسيحي الغربي هي تلك التي قدمها القديس أنسلم رئيس أساقفة كانتربري في برزوليوم (خطبة / موعظة حول وجود الله) عام 1078، حيث يعرّف الله بأنه «كائن لا يمكن تصور ما هو أعظم منه»، ويجادل بأن هذا الكائن موجود طوال الوقت في الأذهان، حتى في ذهن الشخص الذي ينكر وجود الله. ومن هذا المنطلق، يجادل أنسلم أنه إذا كان أعظم كائن ممكن موجودًا في العقل، فيجب أن يكون موجودًا أيضًا في الواقع، لأنه إذا كان موجودًا في العقل فقط، فلا بد أن هناك كائنًا أعظم من هذا الذي في العقل موجود في العقل وفي الواقع. لذلك، يجب أن يوجد هذا الكائن الأعظم الممكن في الواقع أيضًا.
ولدت بعض الأفكار الفلسفية قدرًا كبيرًا من الاهتمام والمناقشة مثل الحجة الأنطولوجية التي نالت اهتمام كل العقول العظيمة في الفلسفة الغربية تقريبًا. استخدم الفيلسوف الفرنسي رينيه ديكارت في القرن السابع عشر حجة مماثلة لحجة أنسلم، حيث نشر ديكارت في حجته العديد من المفارقات التي يركز كل منها على فكرة أن وجود الله لا يمكن الاستدلال عليه على الفور انطلاقًا من فكرة «واضحة ومتميزة» عن كائن مثالي للغاية.
عزز جوتفريد لايبنيز في أوائل القرن الثامن عشر أفكار ديكارت في محاولة لإثبات أن الكائن «المثالي للغاية» هو مفهوم متماسك. ثم جاءت حجة وجودية أكثر حداثة من كورت جودل الذي اقترح حجة رسمية لوجود الله.
أحيا نورمان مالكوم الحجة الأنطولوجية في عام 1960 عندما حدد حجة وجودية ثانية أقوى من التي تكلم عنها أنسلم في كتابه، ثم طعن ألفين بلانتينجا في صحة هذه الحجة، واقترح بديلاً يعتمد على المنطق النموذجي. كما بذلت أيضًا محاولات للتحقق من صحة إثبات أنسلم باستخدام مبرهن نظرية آلية. تم تصنيف الحجج الأخرى على أنها وجودية، بما في ذلك تلك التي قدمها الفلاسفة المسلمون مثل صدر الدين الشيرازي، والعلامة محمد حسين الطباطبائي.

ومثلما شاعت الحجة الأنطولوجية، تصاعد في مقابلها عدد من الانتقادات والاعتراضات أيضًا. كان من أوائل المنتقدين للحجة الأنطولوجية هو الراهب جونيلو مارموريتييه، وهو راهب معاصر لأنسلم، اقترح جونيلو أن الحجة الأنطولوجية يمكن استخدامها لإثبات وجود أي شيء، واستخدم على سبيل التشبيه فرضية وجود جزيرة كاملة قائلًا:
«الآن إذا أخبرني أحدهم أن هناك جزيرة... لا يمكن تصور أكمل منها، فلا أجد صعوبة في فهم كلامه، لكن لنفترض أنه استمر في القول كما لو كان استنتاجًا منطقيًّا: «لم يعد بإمكانك الشك في أن هذه الجزيرة الأجمل من جميع الأراضي موجودة في مكان ما، فبما أنه لا يوجد لديك شك في أنك تتصورها، فمن الأفضل ألا توجد هذه الجزيرة في الذهن فقط، بل أن تكون موجودة في الذهن والواقع، ولهذا السبب يجب أن تكون موجودة، فإذا لم تكن موجودة في الواقع، فستكون أي أرض موجودة بالفعل أفضل منها، وعليه فالجزيرة التي تتصور أنها أعظم من أي جزيرة أخرى لن تكون كذلك»»
كان نموذج جونيلو لمحاولة استنتاج وجود جزيرة مثالية هو الأول من بين العديد من نماذج المحاكاة الساخرة التي حاولت كلها لإظهار النتائج العبثية للحجة الأنطولوجية.
رفض القديس توما الإكويني الحجة على أساس أن البشر لا يستطيعون معرفة طبيعة الله. قدم ديفيد هيوم أيضًا اعتراضًا تجريبيًا على الحجة، منتقدًا افتقارها إلى التفكير المنطقي، ورفض فكرة أن أي شيء يمكن أن يوجد بالضرورة. استند نقد إيمانويل كانط إلى ما رآه على أنه فرضية خاطئة مفادها أن الوجود مسند، بحجة أن «الوجود» لا يضيف شيئًا (بما في ذلك الكمال) إلى جوهر الكائن. وبالتالي، يمكن تصور عدم وجود كائن «مثالي للغاية». وأخيرًا، رفض الفلاسفة مثل سي دي برود تماسك فكرة وجود كائن عظيم إلى أقصى حد، مقترحًا أن بعض سمات العظمة لا تتوافق مع سمات أخرى، مما يجعل «الوجود العظيم إلى أقصى حد» فكرة غير متماسكة منطقيًّا.
كان من بين المدافعين المعاصرين عن الحجة الأنطولوجية ألفين بلانتينجا، ويوجين ناجازاوا، وروبرت مايدول.

## تصنيف الحجج الأنطولوجية
قدم إيمانويل كانط التعريف التقليدي للحجة الأنطولوجية. كما قارن بين الحجة الأنطولوجية (والتي تعني حرفيًا أي حجة تتعلق بالوجود) مع الحجج الكونية، والفيزيائية النظرية. فإن الحجج الأنطولوجية وفقًا لوجهة النظر الكانطية هي تلك التي تأسست من خلال منطق مسبق.
كان غراهام أوبي، الذي أعرب في مكان آخر عن أنه "لا يرى أي سبب ملح" للابتعاد عن التعريف التقليدي، قد عرّف الحجج الأنطولوجية على أنها تلك التي تبدأ بـ "لا شيء سوى التحليل، ثم مقدمات ضرورية وبديهية، لتستنتج في النهاية أن الله موجود. يعترف أوبي على الرغم من ذلك أنه ليست كل "الخصائص التقليدية" للحجة الأنطولوجية (أي التحليل، والضرورة، والأسبقية) موجودة في جميع الحجج الأنطولوجية. ويقترح في كتابه الصادر في عام 2007 بعنوان "الحجج الوجودية والإيمان بالله" أن تعريفًا أفضل للحجة الأنطولوجية من شأنه أن يستخدم فقط الاعتبارات "الداخلية بالكامل في النظرة التوحيدية للعالم".
صنف أوبي الحجج الأنطولوجية الفرعية، بناءًا على صفات مقدماتها، باستخدام الصفات التالية:
· التعريف: وهي الحجج التي تستدعي التعريفات.
· مفاهيمي (أو فرط الأبعاد): وهي تلك الحجج التي تستدعي «امتلاك أنواع معينة من الأفكار أو المفاهيم».
· مشروط: وهي الحجج التي تنظر في الاحتمالات.
· ماينونغي: وهي تلك الحجج التي تؤكد «التمييز بين فئات الوجود المختلفة».
· اختباري: وهي الحجج التي توظف فكرة وجود الله فقط لأولئك الذين لديهم خبرة به.
· ميريولوجي: وهي الحجج التي «تعتمد على نظرية علاقة الجزء بالكل».
· الترتيب الأعلى: وهي الحجج التي تلاحظ «أن أي مجموعة من الخصائص بحيث (أ) لا تشمل جميع الخصائص، و (ب) مغلقة بالضرورة، قد يعملان بشكل مشترك.»
· هيجلي: وهي حجج هيجل.
انتقد ويليام لين كريج دراسة أوبي، ووصفها بأنها غامضة للغاية بالنسبة للتصنيف المفيد. يجادل كريج بأنه يمكن تصنيف الحجة على أنها وجودية إذا حاولت استنتاج وجود الله إلى جانب الحقائق الضرورية الأخرى من تعريفه. واعتقد كريج أن مؤيدي الحجج الأنطولوجية سيدعون أنه إذا فهم المرء مفهوم الله تمامًا، فيجب على المرء أن يقبل بفكرة وجوده.
يُعرّف ويليام ل. روي الحجج الأنطولوجية على أنها تلك التي تبدأ من تعريف الله، وباستخدام مبادئ مسبقة فقط، تنتهي باستنتاج وجود الله.

## تطور الحجة الأنطولوجية
على الرغم من ظهور نسخة من الحجة الأنطولوجية بشكل صريح في كتابات الفيلسوف اليوناني القديم كزينوفانيس، وعلى اختلاف ما يظهر في كتابات بارمينيدس، وأفلاطون، والأفلاطونيون الجدد، فإن الرأي السائد هو أن الحجة الأنطولوجية قد ذكرت، وتم تطويرها بوضوح لأول مرة على يد إنسلم أسقف كانتربري. يجادل بعض العلماء بأن الفيلسوف الإسلامي ابن سينا قد طور نوعًا خاصًا من الحجة الوجودية قبل أنسلم، بينما شكك آخرون في صحة هذا الرأي.
وقد حدد دانيال دومبروفسكي ثلاث مراحل رئيسية لتطور الحجة الأنطولوجية:
1- صياغة إنسلم الأولية الصريحة.
2- انتقادات القرن الثامن عشر للحجة على يد كانط وهيوم.
3- تحديد الحجة الأنطولوجية الثانية في كتاب بروزليوم إنسلم على يد فلاسفة القرن العشرين.

### إنسلم
اقترح اللاهوتي والفيلسوف إنسلم أسقف كانتربري (1033-1109) حجة وجودية في الفصلين الثاني والثالث من كتابه. لم تكن حجة أنسلم مقدمة في الأساس بهدف إثبات وجود الله، أو هي بالأحرى قد وردت ضمن كتابًا تأمليًا وثق فيه أنسلم كيف أصبحت فكرة وجود الله فكرة بديهية بالنسبة له.

#### حجة أنسلم الأولى
يعرّف أنسلم في الفصل الثاني من كتابه الله بأنه «كائن لا يمكن تصور أعظم منه» بين الفلاسفة اليونانيين القدماء، والكتاب المسيحيين الأوائل. يقترح أنه حتى «الأحمق» يمكنه فهم هذا المفهوم، وهذا الفهم بحد ذاته يعني أنه يجب أن يوجد المفهوم إما في أذهاننا فقط، أو في أذهاننا وفي الواقع. وإذا كان مثل هذا الكائن موجودًا فقط في أذهاننا، فعندئذٍ يمكن تصور كائن أعظم من الموجود في العقل وفي الواقع (يُنظر إلى هذه الحجة عمومًا باعتبارها دعاية مختزلة سخيفة لأن وجهة نظر الأحمق ثبت أنها غير متسقة). لذلك، إذا استطعنا تصور كائن لا يمكن تصور أي شيء أعظم منه، فلا بد أنه موجود في الواقع. وهكذا، فإن الكائن الذي لا يمكن تصور أي شيء أعظم منه، والذي عرَّفه أنسلم بأنه الله، يجب أن يوجد في الواقع أيضًا. بالطبع، لا تثبت الحجة وجود أعظم شيء ممكن، وكذلك السفسطائية.
ومن ثمّ يمكن تلخيص حجة أنسيلم في الفصل الثاني على النحو التالي:
1- إنها حقيقة مفاهيمية (أو إذا جاز التعبير صحيحة بالتعريف) أن الله كائن لا يمكن تصور ما هو أعظم منه.
2- الله كفكرة موجود في الذهن.
3- الكائن الموجود في الذهن وفي الواقع أعظم من الكائن الموجود في الذهن فقط.
4- فإذا كان الله موجودًا كفكرة في الذهن، فيمكننا تخيل كائنًا أعظم من الله (مثل أعظم كائن موجود بالفعل).
5- لكن لا يمكننا أن نتخيل شيئًا أعظم من الله (لأنه من التناقض أن نفترض أنه يمكننا تخيل كائنًا أعظم من أعظم كائن يمكننا تخيله)
6- لذلك فالله موجود.

#### حجة إنسلم الثانية
ويقدم أنسلم في الفصل الثاني حجة أخرى في نفس السياق:
1- بحكم التعريف، فالله كائن لا يمكن تخيل أعظم منه.
2- الكائن الموجود بالضرورة في الواقع، فلا بد وأنه أعظم من الكائن غير الموجود بالضرورة في الواقع.
3- لذا وبحكم التعريف، فإن كان الله موجودًا كفكرة في العقل، ولكنه غير موجود بالضرورة في الواقع، فيمكننا تخيل كائن أعظم من الله.
4- ولكننا لا نستطيع تخيل ما هو أعظم من الله.
5- ومن ثمّ، فإذا كان الله موجودًا في العقل كفكرة، فهوة بالضرورة موجود في الواقع.
6- وبما أن الله موجود كفكرة في العقل.
7- إذن، فالله موجود بالضرورة في الواقع.
تنطوي هذه الحجة على فكرة وجود كائن لا يمكن تصور عدم وجوده، والله موجود بكل تأكيد لأنه لا يمكن تصور أنه غير موجود، ولأنه من الممكن تصور كائن لا يمكن تصور أنه غير موجود، وهذا الكائن أعظم من الكائن الذي يمكن تصور عدم وجوده، وبالتالي فالكائن الذي لا يمكن تصور أعظم منه إذا أمكن تصور عدم وجوده، فإنه لم يعد الكائن الذي لا يمكن تصور أعظم منه، ولكن هذا تناقض، إذن فالكائن الذي لا يمكن تصور أعظم منه موجود حقا، ولا يمكن تصور عدم وجوده.
ويمكن قراءة هذه الحجة باعتبارها إعادة صياغة للحجة الأولى في الفصل الثاني، على الرغم من أن نورمان مالكوم اعتقد أنها حجة مختلفة وأقوى.

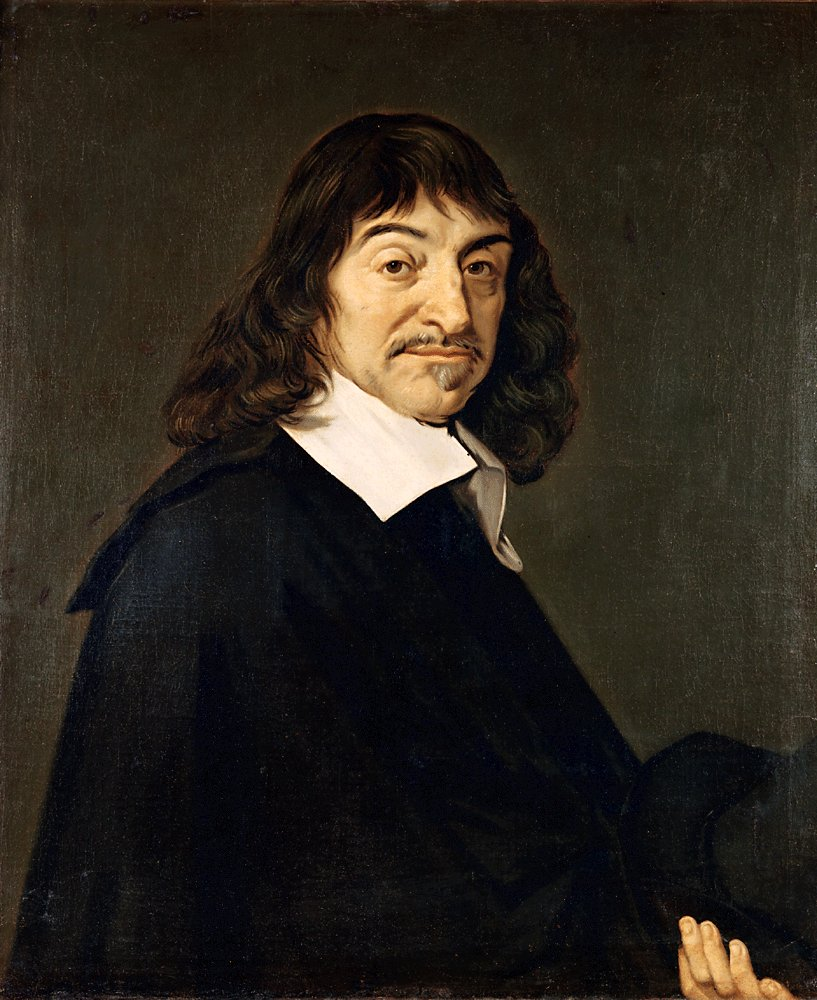
الفيلسوف الفرنسي رينيه ديكارت

### رينيه ديكارت
اقترح رينيه ديكارت (1596-1650) عددًا من الحجج الوجودية التي تختلف في صياغتها عن صياغة أنسلم. وهي بشكل عام حجج أقل رسمية من الحدس الطبيعي.

في كتابه «التأمل - الكتاب الخامس» كتب ديكارت:

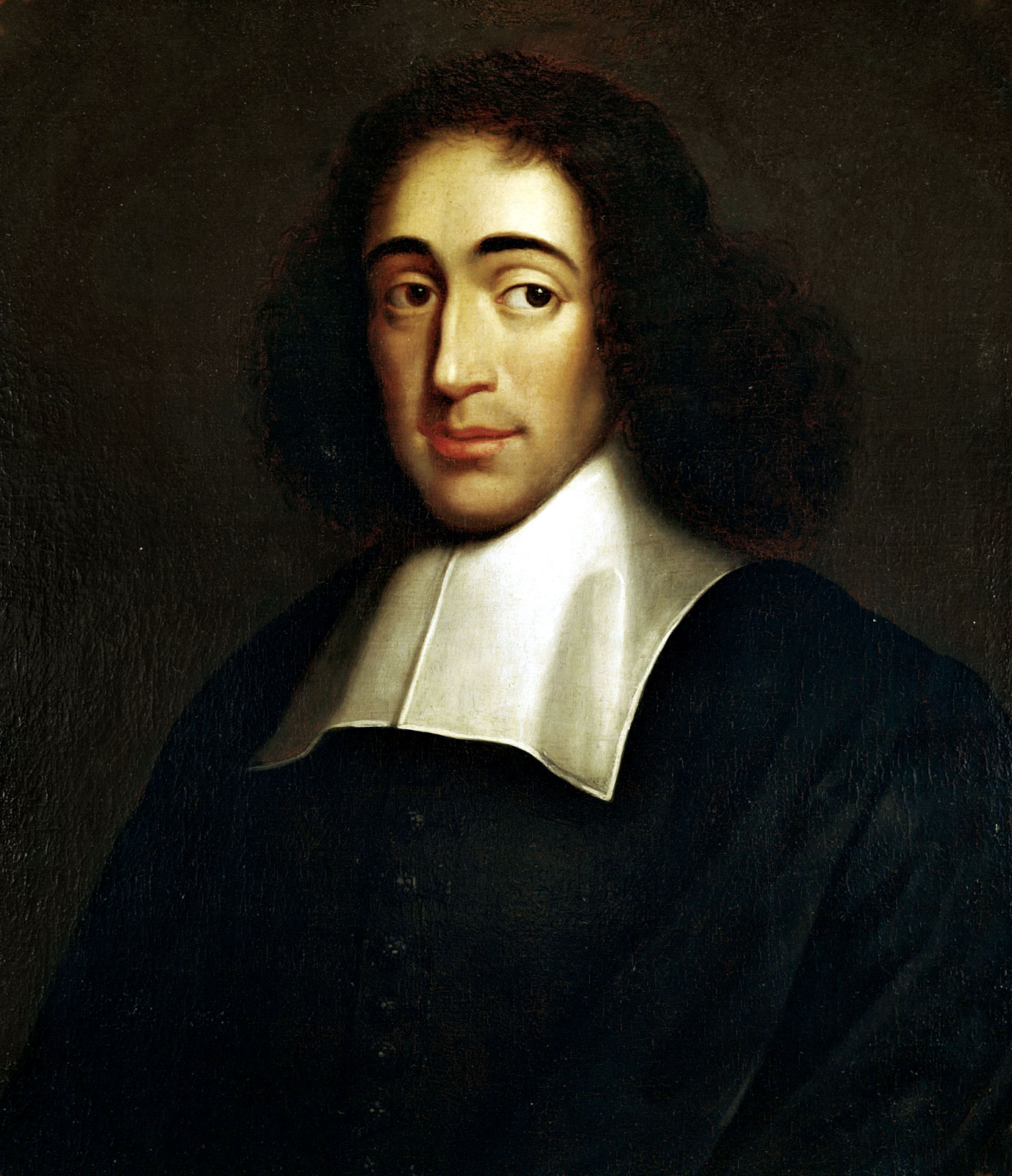
الفيلسوف الهولندي باروخ سبينوزا

ولكن، إذا كانت الحقيقة المجردة التي يمكنني استنتاجها من تفكيري أن فكرة شيء ما تستلزم أن كل ما أدركه بجلاء، وبشكل واضح أنه ينتمي إلى هذا الشيء، أليس هذا أساسًا محتملاً لحجة أخرى لإثبات الوجود الإلهي؟ من المؤكد أن فكرة الله، أو وجود كائن كامل للغاية، هي فكرة أجدها بداخلي، تمامًا مثل فكرة أي شكل أو رقم. وفهمي أن وجوده دائمًا ينتمي إلى طبيعته ليس أقل وضوحًا وتميزًا مما هو عليه الحال عندما أثبت أي شكل أو رقم أن بعض الخواص تنتمي إلى طبيعتها.
يجادل ديكارت بأن وجود الله يمكن استنتاجه من طبيعته، تمامًا كما يمكن استنتاج الأفكار الهندسية من طبيعة الأشكال، واستخدم استنتاج أحجام الزوايا في المثلث كمثال. لقد اقترح ديكارت أن مفهوم الله هو مفهوم الكائن فائق الكمال، الذي يمتلك كل الخواص الكاملة. وقد افترض فيما يبدو أن الوجود هو مسند للكمال. وهكذا، إذا لم تتضمن خواص الله فكرة الوجود، فلن تكون كاملة بشكل مطلق، لأنها تفتقر إلى الكمال. وبالتالي، فإن فكرة وجود إله كامل للغاية غير موجود، كما يقول ديكارت، هي فكرة غير مفهومة. لذلك، وفقًا لطبيعته، يجب أن يكون الله موجودًا.

### باروخ سبينوزا
في كتاب أخلاقيات سبينوزا كتب قسمًا بعنوان «معاملة الله وما يتعلق به»، يناقش فيه وجود الله وما هو الله. يبدأ بالقول: «هل يوجد إله، ما نقوله هذا يمكن إثباته». ويتبع في برهانه عن الله بنية مشابهة لحجة ديكارت الأنطولوجية. يحاول ديكارت إثبات وجود الله من خلال القول بأنه «يجب أن يكون هناك شيء واحد هو خير مطلق، والذي من خلاله تكتسب كل الأشياء الجيدة صلاحها». تختلف حجة سبينوزا في أنه لا ينتقل مباشرة من تصور وجود أعظم كائن إلى وجود الله، بل يستخدم حجة استنتاجية من فكرة الله. يقول سبينوزا إن أفكار الإنسان لا تأتي من نفسه، ولكنها وليدة نوع من الأسباب الخارجية. وبالتالي فإن الأشياء التي يعرف الإنسان خصائصها يجب أن تكون قد جاءت من مصدر سابق. لذا، فإذا كانت لدى الإنسان فكرة عن الله، فلا بد أن الله موجود قبل هذا الفكر، لأن الإنسان لا يستطيع أن يخلق فكرة من مخيلته.

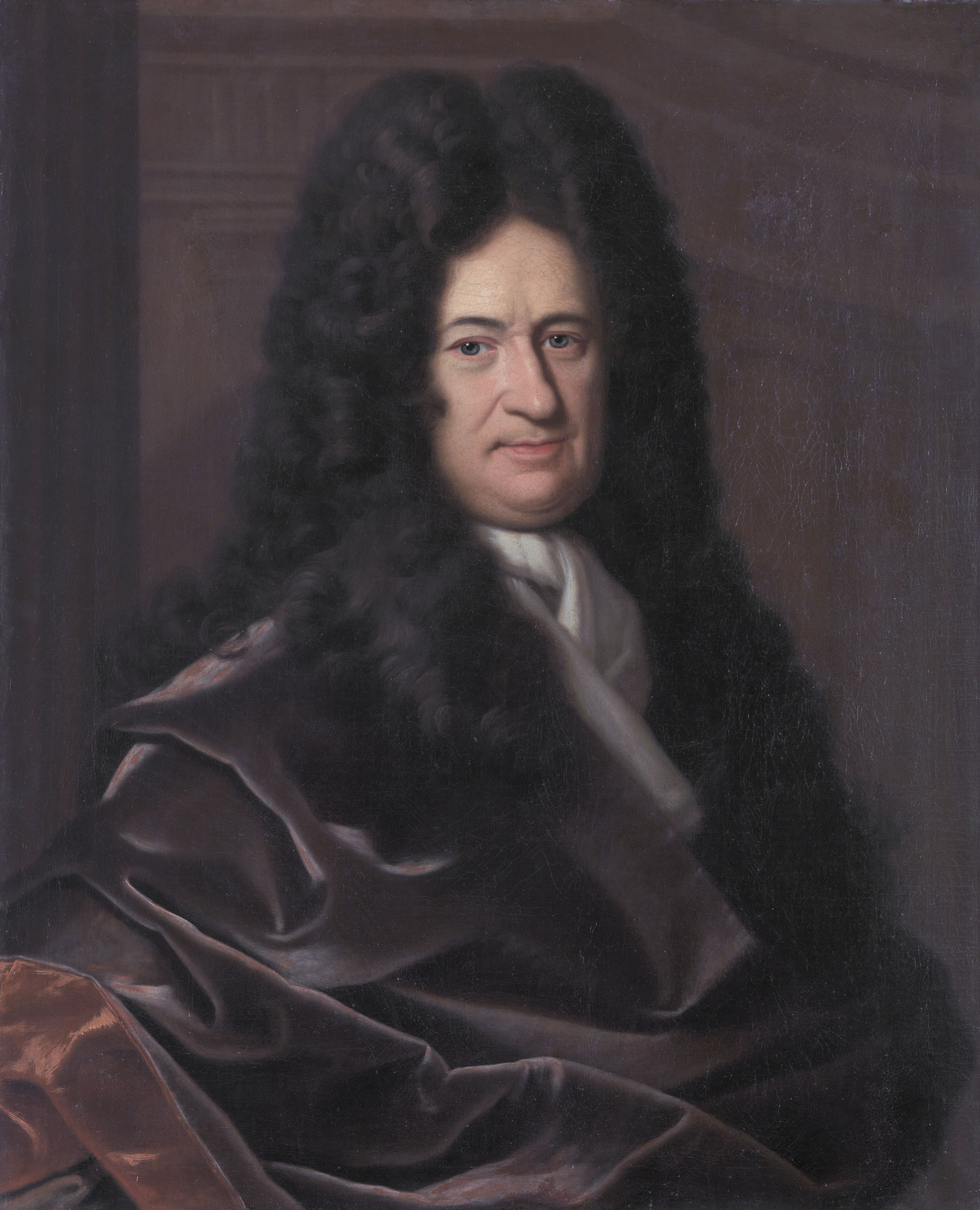
الفيلسوف الألماني جوتفريد لايبنيز

### جوتفريد ليبنيز
حاول الفيلسوف الألماني جوتفريد ليبنيز إثبات تماسك فكرة وجود «كائن مثالي للغاية».
رأى جوتفريد فيلهلم ليبنيز مشكلة في حجة ديكارت الأنطولوجية، إذ أن ديكارت لم يؤكد تماسك فكرة الكائن «المثالي للغاية»، واقترح ليبنيز أنه، ما لم يتم إثبات تماسك فكرة وجود كائن مثالي للغاية، فإن الحجة الأنطولوجية تكون فاشلة. رأى ليبنيز أن الكمال يستحيل تحليله. لذلك، سيكون من المستحيل إثبات أن جميع الصفات الكاملة غير متوافقة. ومن ثم استنتج أن كل الصفات الكاملة يمكن أن توجد معًا في كيان واحد، وأن حجة ديكارت لا تزال صالحة.

### صدر الدين الشيرازي
كان صدر الدين الشيرازي (حوالي 1571/2 - 1640) فيلسوفًا شيعيًا إيرانيًا تأثر بالفلاسفة المسلمين الأوائل مثل ابن سينا، والسهروردي، وكذلك الميتافيزيقي الصوفي ابن عربي. ناقش الشيرازي حجج ابن سينا لوجود الله، مدعيا أنها لم تكن بديهية. لقد رفض الحجة على أساس أن الوجود يسبق الجوهر، أو أن وجود البشر أمر أكثر جوهرية من جوهرهم.
طرح صدر الدين الشيرازي حجة جديدة تعرف باسم «حجة الصديقين» أو «حجة الصالحين». تحاول الحجة إثبات وجود الله من خلال حقيقة الوجود، وتخلص إلى ضرورة الله الأزلية. في هذه الحجة يبرهن الشيء على نفسه بنفسه، ويكون المسار مطابقا للهدف. أما في الحجج الأخرى، فيتم الوصول إلى الحقيقة من خلال مصدر خارجي، كأن يصل مثلًا من الممكن إلى الضروري، ومن الأصل إلى الأصل الأبدي، أو من الحركة إلى المحرك غير المتحرك. في حجة الصالحين، ليس هناك حدودًا وسطى غير الحقيقة. ويمكن تلخيص نسخته من الحجة الأنطولوجية على النحو التالي:
1- هناك وجود
2- الوجود هو الكمال الذي لا يمكن تصور كمالًا يفوقه.
3- إن الله كمالًا، والكمال في الوجود.
4- الوجود حقيقة فريدة وبسيطة، حيث لا توجد تعددية ميتافيزيقية.
5- هذا الواقع الفردي متدرج في شدته في مقياس الكمال (أي إنكار الوحدانية الصافية).
6- يجب أن يكون لهذا المقياس نقطة حديّة، ونقطة ذات كثافة عظمى، ووجود أعظم.
7- ومن ثم فالله موجود.
إن كون المقياس يجب أن يكون له نقطة حد ليس صحيحًا، لأنه من الممكن أن يكون هذا المقياس غير محدود، وبالتالي ليس له حدودًا عظمى. يصف الشيرازي هذه الحجة في عمله الرئيسي «الأسفار الأربعة» على النحو التالي:
الوجود حقيقة فريدة، وموضوعية، وبسيطة، ولا فرق بين أجزائه إلا من حيث الكمال، والنقص، والقوة والضعف ... والشيء الذي يتوج كماله حيث لا يوجد شيء أكثر كمالا هو كونه مستقلًّا عن أي شيء آخر. لا يمكن تصور أي شيء أكثر كمالا، لأن كل شيء غير كامل ينتمي إلى شيء آخر ويحتاج إلى هذا الآخر لكي يصبح كاملا. وكما أوضح بالفعل، فإن الكمال سابق للنقص، والواقعية سابقة للفاعلية، والوجود سابق للعدم. وقد أوضح أيضًا أن كمال الشيء هو في الشيء نفسه، وليس شيئًا مضافًا إليه. وبالتالي، فإما أن يكون الوجود مستقلاً عن الآخرين أو يحتاج إلى الآخرين. الأول هو الضروري، وهو الوجود الخالص الذي ما من شيء أكثر كمالًا منه. وحيث لا يوجد مكان للعدم أو النقص. بينما الثاني فيعتبر أفعاله وآثاره بخلاف الأول، ولا بقاء لغيره إلا بواسطته. لأنه لا يوجد نقص في حقيقة الوجود، والنقص يضاف إلى الوجود فقط بسبب صفة الكائن المسبب، حيث يستحيل أن يكون التأثير مطابقًا لسببه من حيث الوجود.

### إيمانويل كانت
على الرغم من أن كانت كان ينتقد صياغة ديكارت للحجة الأنطولوجية، إلا أنه كان يعتقد أن الحجة كانت مقنعة عندما تم إنشاؤها بشكل صحيح.
استندت حجة كانت إلى الاعتقاد بأن كل ما هو ممكن أن يكون موجودًا يجب أن يكون هناك أساس لهذا الاحتمال. وبعبارة أخرى، لا شيء ممكن فقط بحكم طبيعته المجردة. وهكذا يستنتج كانط أن كل احتمال يجب أن يقوم على ضرورة واحدة، والتي حددها على أنها الله. حاول كانت أن يُظهر في أعماله أن هذا الكائن يمتلك العديد من صفات الله الشائعة، مثل القدرة المطلقة، والمعرفة المطلقة، والوجود الكلي.
وعلى الرغم من أنه يمكن تحديد الحجة باعتبارها كونية، فقد شعر كانط أن إثباته كان قائمًا على العقل بدلاً من الملاحظة، وبالتالي حددها على أنها وجودية.

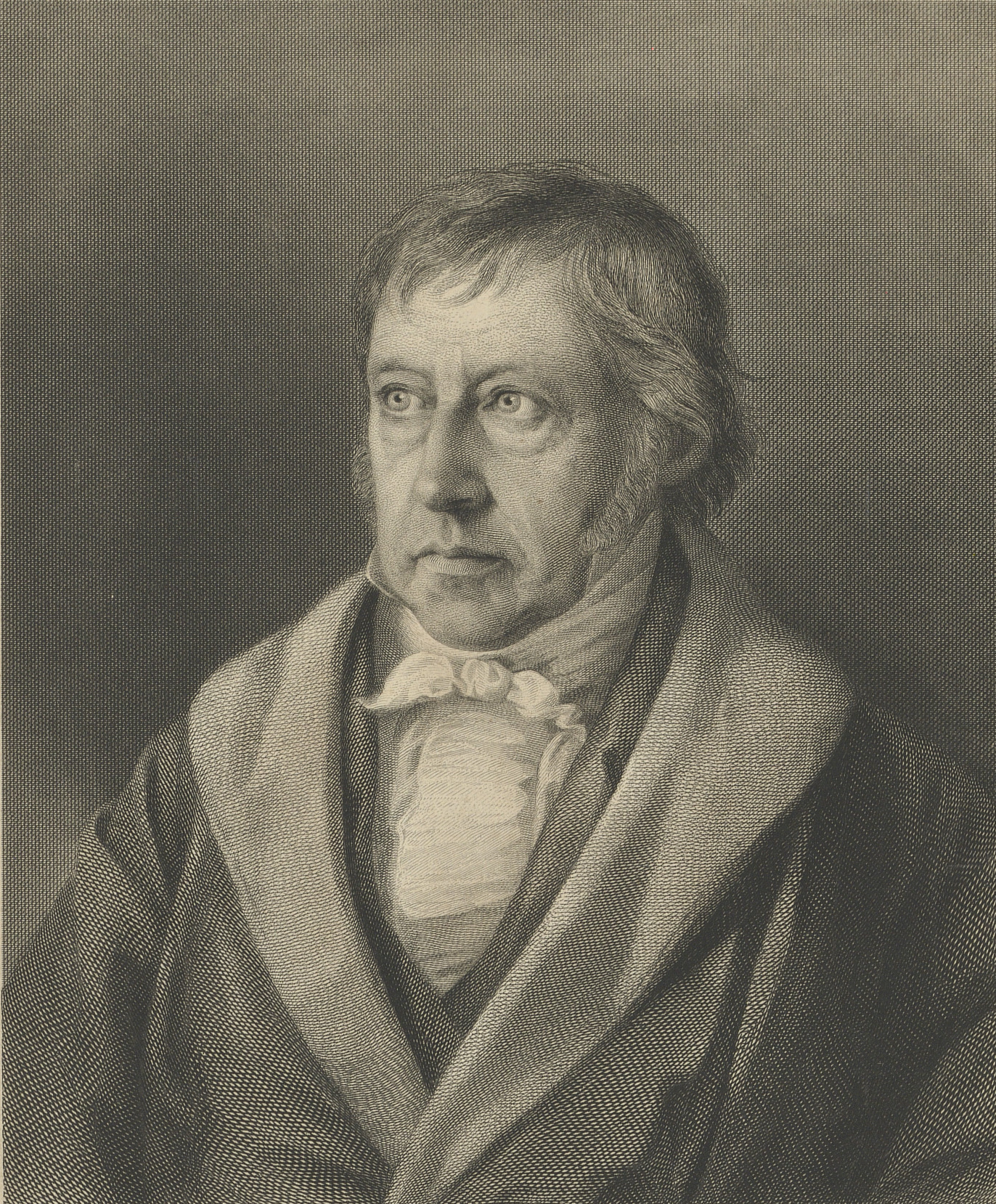
الفيلسوف الألماني جورج فيلهلم

### جورج فيلهلم هيجل
رأى هيجل أن إيمانويل كانت كان مخطئًا في رفضه للفلسفة التأملية التقليدية في كتابه النقد الأول، وفي رفضه للحجة الأنطولوجية. استهدف هيجل حجة كانط الشهيرة والتي تعرف بـ«حجة المائة دولار». قال كانط:
«إن وجود 100 دولار في ذهني فهذا يعني شيء واحد، وهو شيء مختلف تمامًا أن يكون لديّ 100 دولار في جيبي.»
فوفقًا لكانت، يمكننا تخيل الله، لكن هذا لا يثبت وجود الله.
جادل هيجل بأن صياغة كانط كانت غير دقيقة. أشار هيجل إلى خطأ كانط في جميع كتاباته الرئيسية منذ عام 1807 إلى عام 1831. بالنسبة لهيجل، «الحقيقة هي الكل». وبالتالي، فإن الحق هو الروح، أي الله. وهكذا فإن الله هو كل الكون وهو مرئي، وغير مرئي. لذلك، كان خطأ كانت هو مقارنته لكيان محدود (عرضي) مثل المائة دولار دولار مع وجود لانهائي (ضروري)، أي الكل.
وعندما يُنظر إليه وفقًا لهيجل باعتباره كل الوجود، وباعتباره غير مرئي كما هو مرئي، وليس مجرد «كائن واحد من بين كثيرين»، تزدهر الحجة الأنطولوجية وتصبح ضرورتها المنطقية واضحة.
كان عقد الكتاب الأخير الذي وقعه هيجل في عام 1831، وهو نفس العام الذي توفي فيه، لكتاب بعنوان «محاضرات في براهين وجود الله». وقد توفي هيجل قبل أن ينهي الكتاب الذي كان يتألف من ثلاثة أقسام:
(1) الحجة الكونية.
(2) الحجة الغائية.
(3) الحجة الأنطولوجية.
توفي هيجل قبل أن يبدأ القسمين الثاني والثالث، وقد نُشر عمله فيما بعد باعتباره عملًا غير مكتمل، ولم يمس سوى جزء من حجته الكونية.
ولكي يطلعوا على أفكار هيجل حول الحجة الأنطولوجية، كان على العلماء أن يجمعوا حججه من فقرات مختلفة من أعماله الأخرى. اقترح بعض العلماء أن فلسفة هيجل كلها تؤلف حجة وجودية.

## الانتقادات والاعتراضات

### غاونيلو
واحدة من أقدم الاعتراضات المسجلة على حجة أنسلم أثارها أحد معاصري أنسلم ، Gaunilo of Marmoutiers. ودعا قارئه إلى تصور جزيرة «أفضل» من أي جزيرة أخرى. واقترح ، وفقًا لإثبات أنسلم ، أن هذه الجزيرة يجب أن تكون بالضرورة موجودة ، لأن الجزيرة الموجودة ستكون أكثر تميزًا. لا يُظهر نقد Gaunilo صراحة وجود خلل في حجة أنسلم ؛ بدلاً من ذلك ، يجادل بأنه إذا كانت حجة أنسلم صحيحة ، فهناك العديد من الحجج الأخرى من نفس الشكل المنطقي، والتي لا يمكن قبولها. قدم نقدًا إضافيًا لحجة أنسيلم الأنطولوجية ، مشيرًا إلى أنه لا يمكن تصور فكرة الله ، كما أكد أنسلم. لقد جادل بأن العديد من المؤمنين سيقبلون أن الله ، بطبيعته ، لا يمكن فهمه بالكامل. لذلك ، إذا لم يستطع البشر تصور الله بشكل كامل ، فلن تنجح الحجة الأنطولوجية.
رد أنسلم على انتقادات غونيلو بالقول إن الحجة تنطبق فقط على المفاهيم ذات  الوجود الضروري.واقترح أنه لا يمكن إلا لكائن له وجود ضروري أن يفي بالغرض «الذي لا يمكن تصور شيء أعظم منه». علاوة على ذلك ، يمكن دائمًا تحسين كائن عرضي ، مثل جزيرة ، وبالتالي لا يمكن أبدًا الوصول إلى حالة الكمال. لهذا السبب ، رفض أنسلم أي حجة لا تتعلق بكائن له وجود ضروري.
تم تقديم محاكاة ساخرة أخرى ، بما في ذلك الشيطان نتيجة طبيعية، والنتيجة الطبيعية لللا شيطان والنتيجة الطبيعية المتطرفة اللا شيطان. تقترح النتيجة الطبيعية للشيطان أن الكائن الذي لا يمكن تصور أي شيء أسوأ منه موجود في الفهم (في بعض الأحيان يستخدم المصطلح الأقل بدلاً من الأسوأ). باستخدام الشكل المنطقي لـ Anselm ، تجادل المحاكاة الساخرة بأنه إذا كانت موجودة في الفهم ، فإن الكائن الأسوأ سيكون موجودًا في الواقع ؛ وهكذا ، مثل هذا الكائن موجود. النتيجة الطبيعية لعدم وجود شيطان متشابهة ، لكنها تجادل بأن الكائن الأسوأ هو كائن غير موجود في الواقع ، لذلك لا وجود له. لا تتقدم النتيجة الطبيعية المتطرفة في هذا الأمر ، حيث تقترح أن الكائن الأسوأ هو ما لا يوجد في الفهم ، لذلك مثل هذا الكائن لا يوجد في الواقع ولا في الفهم. جادل تيموثي تشامبرز بأن النتيجة الطبيعية للشيطان أقوى من تحدي Gaunilo لأنها تصمد أمام التحديات التي قد تهزم محاكاة ساخرة Gaunilo. كما زعم أن النتيجة الطبيعية لعدم وجود شيطان تشكل تحديًا قويًا ، لأنها «تضمن» النتيجة الطبيعية اللا شيطانية ، التي «تهدد حجة أنسلم في أسسها».

### توما الأكويني
بينما كان توما الأكويني، يقترح خمسة براهين لوجود الله في «Summa Theologica»، اعترض على حجة أنسلم. اقترح أن الناس لا يستطيعون معرفة طبيعة الله ، وبالتالي لا يمكنهم تصور الله بالطريقة التي اقترحها أنسلم. لن تكون الحجة الأنطولوجية ذات مغزى إلا لمن يفهم جوهر الله تمامًا. رأى الأكويني أنه ، بما أن الله وحده هو الذي يستطيع معرفة جوهره تمامًا ، فإنه وحده يمكنه استخدام الحجة. أدى رفضه للحجة الأنطولوجية إلى رفض اللاهوتيين الكاثوليك الآخرين لهذه الحجة.

### ديفيد هيوم

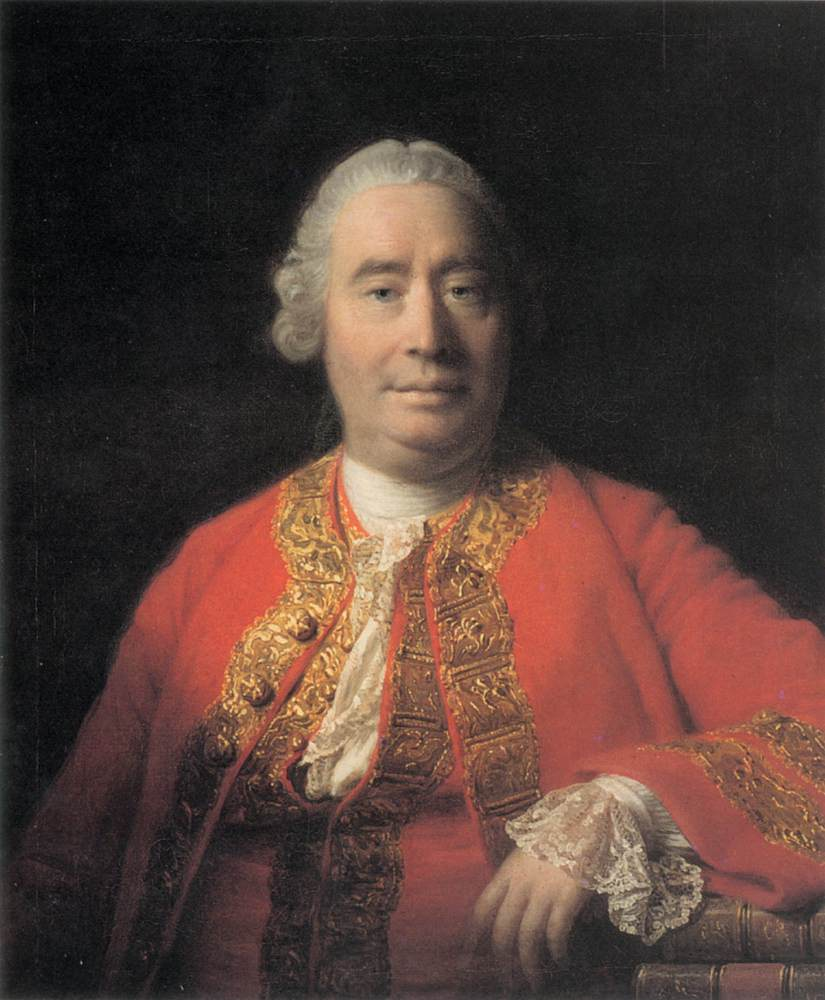
استنتج ديفيد هيوم أن الحجة الأنطولوجية غير ممكنة.

جادل الفيلسوف والخبير الإسكتلندي ديفيد هيوم بأنه لا يمكن إثبات وجود أي شيء باستخدام التفكير «المسبق» فقط. في كتابه «محاورات في الدين الطبيعي»، تقترح الشخصية Cleanthes نقدًا:
اقترح هيوم أيضًا أنه نظرًا لعدم وجود فكرة مجردة عن الوجود (باستثناء جزء من أفكارنا عن أشياء أخرى)، لا يمكننا الادعاء بأن فكرة الله تعني وجوده. اقترح أن أي تصور عن الله قد يكون لدينا ، يمكننا أن نتخيله إما موجود أو غير موجود. كان يعتقد أن الوجود ليس صفة (أو كمال)، لذلك لا داعي لوجود كائن كامل تمامًا.وهكذا ، ادعى أنه ليس من التناقض إنكار وجود الله. على الرغم من أن هذا النقد موجه ضد الحجة الكونية، على غرار صموئيل كلارك في أول محاضرات بويل، فقد تم تطبيقها على ontological

### إيمانويل كانت

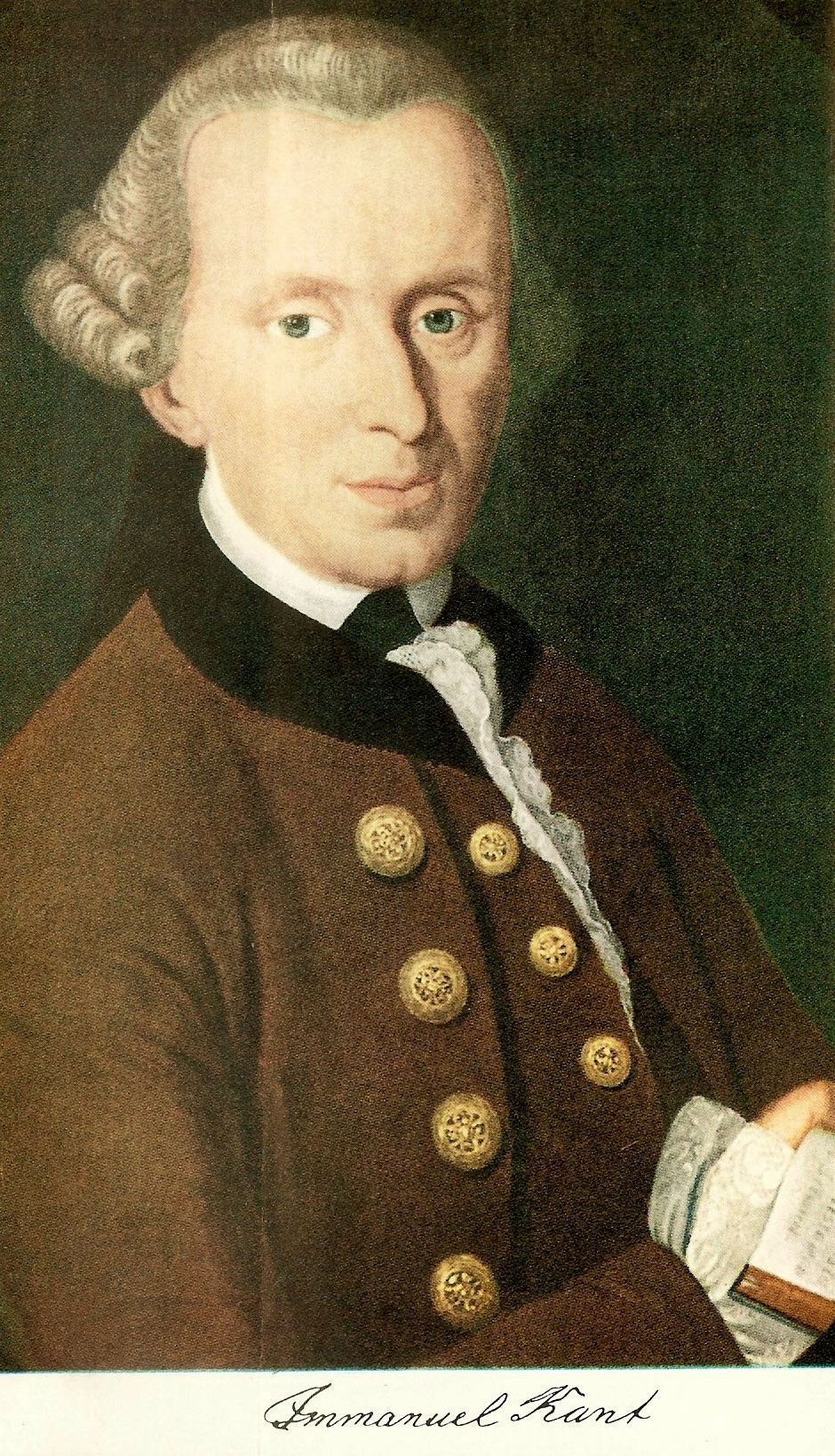
اقترح إيمانويل كانت أن الوجود ليس مسندًا.

طرح إيمانويل كانت نقدًا مؤثرًا للحجة الأنطولوجية في كتابه «نقد العقل الخالص». يتم توجيه نقده في المقام الأول إلى ديكارت ، لكنه يهاجم لايبنيز أيضًا. يتشكل من خلال تمييزه المركزي بين تمييز التحليلي اصطناعي. في اقتراح تحليلي ، يتم تضمين المفهوم الأصلي في مفهوم موضوعه ؛ في الاقتراح التركيبي ، لا يتم تضمين المفهوم الأصلي في مفهوم موضوعه.
يشكك كانت في مدى وضوح مفهوم وجود كائن ضروري. وهو يعتبر أمثلة على الافتراضات الضرورية ، مثل «المثلث له ثلاث زوايا»، ويرفض نقل هذا المنطق إلى وجود الله.أولاً ، يجادل بأن مثل هذه الافتراضات الضرورية صحيحة بالضرورة فقط في حالة وجود مثل هذا الكائن: «إذا» يوجد مثلث ، فلا بد أن يكون له ثلاث زوايا. يجادل بأن الافتراض الضروري لا يجعل وجود المثلث ضروريًا. وهكذا يجادل بأنه إذا تم طرح الافتراض «X موجود»، فسيتبع ذلك ، «إذا كان» X موجودًا ، فهو موجود بالضرورة ؛ هذا لا يعني أن X موجود في الواقع. ثانيًا ، يجادل بأن التناقضات تنشأ فقط عندما يتم الحفاظ على الذات والمسند ، وبالتالي ، لا يمكن أن يكون الحكم على عدم الوجود تناقضًا ، لأنه ينكر المسند.
ثم يقترح كانت أن العبارة «الله موجود» يجب أن تكون تحليلية أو تركيبية - يجب أن يكون المسند داخل الذات أو خارجها ، على التوالي. إذا كان الاقتراح تحليليًا ، كما تفترضه الحجة الأنطولوجية ، فإن العبارة ستكون صحيحة فقط بسبب المعنى المعطى للكلمات. يدعي كانط أن هذا مجرد حشو ولا يمكنه قول أي شيء عن الواقع. ومع ذلك ، إذا كانت العبارة تركيبية ، فإن الحجة الأنطولوجية لا تعمل ، لأن وجود الله غير وارد في تعريف الله (وعلى هذا النحو ، يجب العثور على دليل على وجود الله).
يستمر كانت في الكتابة ، «من الواضح أن» الوجود «ليس مسندًا حقيقيًا» ولا يمكن أن تكون جزءًا من مفهوم شيء ما. يقترح أن الوجود ليس مسندًا أو صفة. هذا لأن الوجود لا يضيف إلى جوهر الكائن ، ولكنه يشير فقط إلى حدوثه في الواقع. ويذكر أنه من خلال أخذ موضوع الله بكل ما يحمله من دعائم ثم التأكيد على وجود الله ، «لا أضيف مسندًا جديدًا لمفهوم الله». يجادل بأن الحجة الأنطولوجية لا تعمل إلا إذا كان الوجود مسندًا ؛ إذا لم يكن الأمر كذلك ، فهو يدعي أن الحجة الأنطولوجية باطلة ، حيث يمكن تصور عدم وجود كائن كامل تمامًا.
بالإضافة إلى ذلك ، يدعي كانت أن مفهوم الله ليس له معنى معين ؛ بل هو «موضوع الفكر الخالص». إنه يؤكد أن الله موجود خارج عالم التجربة والطبيعة. نظرًا لأننا لا نستطيع اختبار الله من خلال التجربة ، يجادل كانت بأنه من المستحيل معرفة كيف يمكننا التحقق من وجود الله. هذا على عكس المفاهيم المادية ، والتي يمكن التحقق منها عن طريق الحواس.

### دوغلاس جاسكينج
طور الفيلسوف الأسترالي دوجلاس جاسكينج (1911-1994) نسخة من الحجة الأنطولوجية التي تهدف إلى إثبات عدم وجود الله. لم يكن القصد منه أن يكون جاداً.بدلاً من ذلك ، كان الغرض منه توضيح المشكلات التي رآها حشوات في الحجة الأنطولوجية.
أكد جاسكينج أن خلق العالم هو أعظم إنجاز يمكن تخيله. إن ميزة مثل هذا الإنجاز هي نتاج جودته وإعاقة المبدع: فكلما زاد إعاقة المبدع ، كان الإنجاز أكثر إثارة للإعجاب. يؤكد جاسكينج أن عدم الوجود سيكون أكبر عائق. لذلك ، إذا كان الكون هو نتاج خالق موجود ، فيمكننا تصور كائن أعظم - كائن غير موجود. الخالق غير الموجود هو أعظم من الموجود فلا وجود لله. إن اقتراح جاسكينج بأن أكبر إعاقة ستكون عدم الوجود هو استجابة لافتراض أنسيلم بأن الوجود هو المسند والكمال. يستخدم الحشو هذا المنطق لافتراض أن عدم الوجود يجب أن يكون إعاقة. 
انتقد جراهام أوبي الحجة ، واعتبرها محاكاة ساخرة ضعيفة للحجة الأنطولوجية. وذكر أنه على الرغم من أنه يمكن قبول أنه سيكون إنجازًا أكبر لمبدع غير موجود أن يخلق شيئًا أكثر من خالق موجود ، فلا يوجد سبب لافتراض أن الخالق غير الموجود سيكون كائنًا أعظم. وتابع بالقول إنه لا يوجد سبب للنظر إلى خلق العالم على أنه «أعظم إنجاز يمكن تخيله». أخيرًا ، ذكر أنه قد يكون من غير المعقول أن يخلق كائن غير موجود أي شيء على الإطلاق.

### تماسك كائن عظيم إلى أقصى حد
في تطويره للحجة الأنطولوجية ، حاول لايبنيز إظهار تماسك كائن مثالي للغاية. C. D. Broad قال أنه إذا كانت هناك سمتان ضروريتان لكمال الله غير متوافقين مع سمة ثالثة ، فإن فكرة وجود كائن مثالي للغاية تصبح غير متماسكة. تفترض الحجة الأنطولوجية تعريف الله الذي يزعمه الإيمان التقليدي: أن الله القدرة الكلية، علم لانهائي، وكامل أخلاقياً. ادعى كينيث إينار هيما أن العلم المطلق والقدرة المطلقة قد يكونان غير متوافقتين: إذا كان الله كلي القدرة ، فيجب أن يكون قادرًا على خلق كائن بإرادة حرة ؛ إذا كان كلي العلم ، فعليه أن يعرف بالضبط ما سيفعله هذا الكائن (والذي قد يجعله تقنيًا بدون إرادة حرة). قد يجعل هذا التحليل الحجة الأنطولوجية غير متماسكة ، حيث إن الخصائص المطلوبة لكائن عظيم إلى أقصى حد لا يمكن أن تتعايش في كائن واحد ، وبالتالي لا يمكن أن يوجد مثل هذا الكائن.